# بنوكة
البَنُّوكة أو البانوك (بالإنجليزية: Bannock)‏ هن مجموعة متنوعة من الخبز السريع المسطح أو أي قطعة كبيرة مستديرة مخبوزة أو مطبوخة من الحبوب، ويُقطع إلى أقسام قبل التقديم.

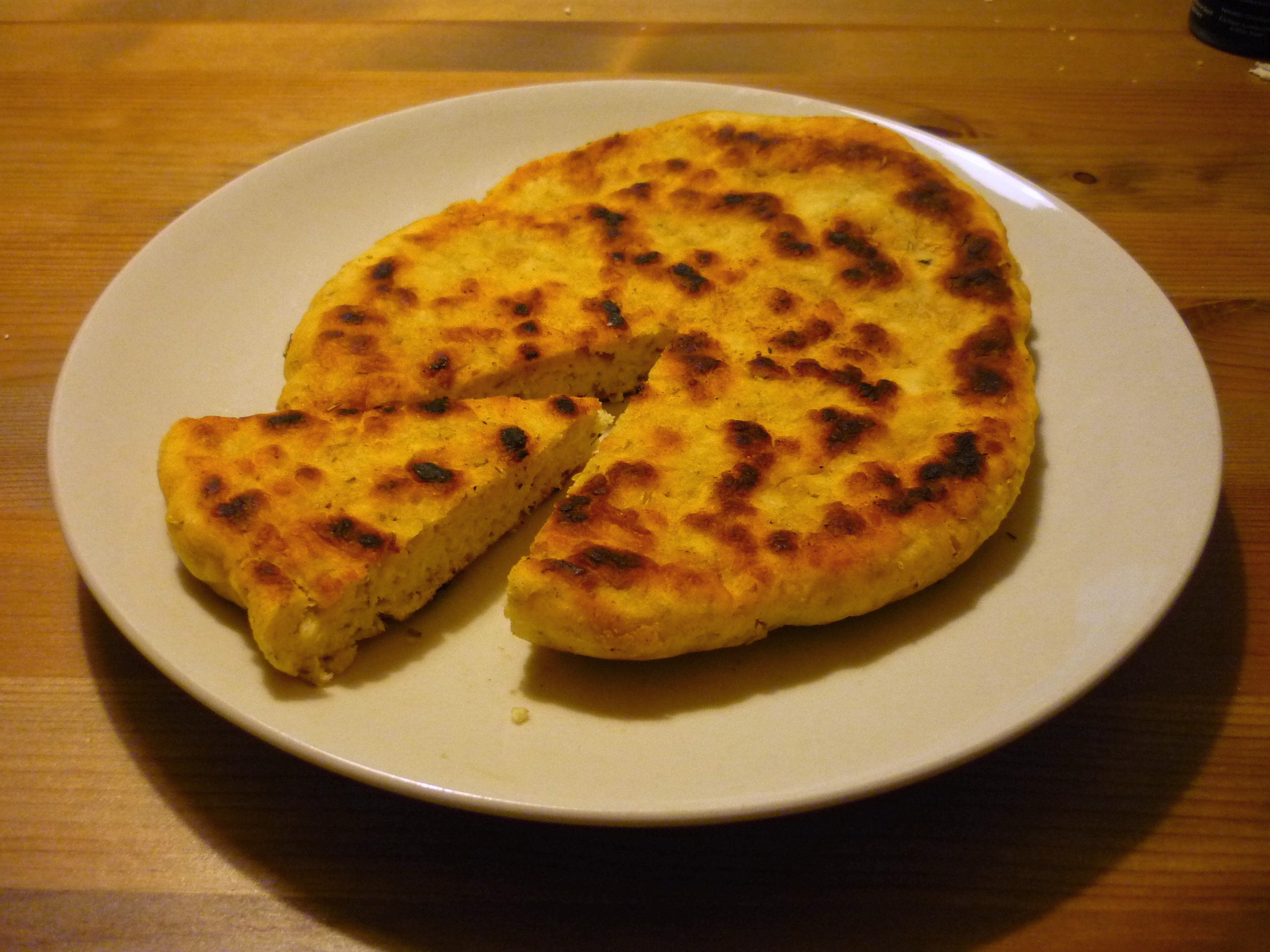
بنوكة